# 宮脇長吉
宮脇 長吉（みやわき ちょうきち、1880年2月5日 - 1953年2月16日）は、日本の陸軍軍人、政治家、実業家。最終階級は陸軍航空兵大佐。衆議院議員。紀行作家宮脇俊三の父。軍人時代に教え子だった佐藤賢了に黙れ事件を起こされるなど戦前は自由主義者で、そして戦後は元軍人であるがゆえに政治家としては不遇な立場に置かれてしまった。

## 来歴・人物
愛媛県大川郡誉水村（現・香川県東かがわ市西部の一部）の農業・宮脇清吉の四男。兄弟には田中義一内閣や幣原喜重郎内閣等で大臣を務めた政治家の三土忠造（漢学者の家柄であった三土家の養子となった）、内務官僚として埼玉県や千葉県等の知事を歴任した宮脇梅吉（埼玉県知事時代に、初めて大宮・浦和・与野の「埼玉市」を構想した）がおり、地元では優秀な兄弟として知られ、後に雑誌『少年倶楽部』の「兄弟出世クラブ」というグラビアで紹介されるほどだった。
1903年11月、陸軍士官学校（15期）を卒業。1904年2月、陸軍工兵少尉に任官。日露戦争に出征して戦功を挙げた。陸軍砲工学校、陸軍戸山学校を卒業した後、兵科を航空兵科に転じた。陸軍士官学校教官、所沢気球隊長などを歴任したが、陸軍航空兵大佐を最後に予備役に編入される。予備役編入の理由は、観測用の気球が誤って宮城の上を飛んでしまった責任を取らされてのものだった。
その後初の普通選挙となった1928年の第16回衆議院議員総選挙で、香川県第一区に立憲政友会公認で立候補し当選。その後も第20回総選挙まで5回連続当選を果たし、立憲政友会総務を務めた。軍人出身ながら自由主義者と交流が深く、軍の勢力拡大・政治介入には反対の立場であった。1937年の帝国議会では就任直後の米内光政海相に対する質問を行い、軍人の政治関与を非難した。
1938年の帝国議会では、国家総動員法の委員会審議で横柄な演説をした説明員の佐藤賢了陸軍中佐に対して野次を飛ばし、佐藤に「黙れ!」と怒鳴られるという事件が起きた（黙れ事件）。これは軍による議会軽視を象徴する事件として記憶されている（佐藤は陸軍時代の教え子にあたる）。なお、野次を飛ばしたのは宮脇だけではなかったが、佐藤に標的にされたのは、宮脇が「特に声が大きかったのでしょう。それに佐藤中佐はおやじの後輩でもありましたし」と息子の俊三は語っている。
1939年に政友会が自由主義的な正統派（総裁・久原房之助）と親軍派の革新同盟（総裁・中島知久平）に分裂した際も久原や鳩山一郎らとともに正統派に所属した。
また1940年に斎藤隆夫議員が反軍演説で除名された際にも、同じ政友会正統派に所属していた牧野良三や芦田均らと共に宮脇も反対票を投じている（反対票は合計7）。
1941年には翼賛議員同盟に対抗した鳩山を中心とする同交会結成に参加。
このように反軍的な立場であったために、1942年の翼賛選挙では翼賛政治体制協議会の推薦を受けられずに落選。さらに戦後は元軍人であったために公職追放を受けて立候補できなかった。戦前は自由主義者であるがゆえに、そして戦後は元軍人であるがゆえに政治家としては不遇な立場に置かれてしまったのである。
その後は鉱山会社の経営に携わっていたが1953年、唯一の残った男子である三男・俊三（既に長男・次男は病死していた）が肺結核で倒れたことに落胆し、高血圧だったにもかかわらず医師の勧めも無視して無理を重ねた。そのため東海道線の車内で脳溢血に倒れ、失意のうちに死去した。なお、俊三はその後、片肺ながら生還した。

## 栄典
位階
- 1904年（明治37年）5月17日 - 正八位[12]
- 1905年（明治38年）8月18日 - 従七位[13]
- 1910年（明治43年）9月30日 - 正七位[14]
- 1915年（大正4年）10月30日 - 従六位[15]
- 1920年（大正9年）11月30日 - 正六位[16]

外国勲章佩用允許
- 1910年（明治43年）8月28日 - 大韓帝国：勲五等太極章[17]

## 著作
- 『粛軍を糺す』（森田書房 1937年）
二・二六事件への軍部の対応を批判した帝国議会での演説記録。「武権政治の弊害」と題した章では、軍部の政治干渉を「我が国体としては絶対に相容れぬもの」と批判している。